# Åsa Elmgren
Åsa Kristina Wium Elmgren, född 13 augusti 1966 i Malmö, är en svensk operasångare (sopran). Hon har främst gjort karriär utanför Sverige.

## Biografi
Elmgren växte upp i Alvesta utanför Växjö. Hon studerade sång under tonåren för Sylvia Mang-Borenberg i Växjö och därefter opera, operett och Lieder vid Wiens musikkonservatorium.
Debuten gjorde hon 1993 som Marie i Brudköpet av Smetana på Kammeroper i Wien. Från 1994 till 1996 var hon fastanställd sopran i Eisenach i Tyskland och 1996–2002 i Sankt Gallen i Schweiz. Hon flyttade sedan tillbaka till Wien där hon ingick i ensemblen i Wiener Staatsoper under åren 2004–2008. Hon är en ständigt återkommande gästsolist på Volksoper i Wien.
Hon har framträtt vid festivalerna i Sankt Margarethen och Langenlois samt gästspelat i bland annat Hannover, Bern, Linz, Salzburg, Vaduz, Braunschweig, Coburg och Baden.
Elmgren har framträtt tillsammans med sångare som Placido Domingo, Nina Stemme, Jonas Kauffmann, Anna Netrebko, Bryn Terfel. Hon har sjungit under ledning av dirigenter som Peter Schneider, Franz Welser-Möst, Seiji Ozawa, Daniele Gatti, Sir Simon Rattle, Simone Young, Gerrit Prießnitz, Marco Armiliato och Fabio Luisi.
Hon är också verksam som regissör och står bakom flera produktioner som Läderlappen och Eine kaiserliche Geschichte i Wien samt Mischenispossibel på Österriketurné. Åren 2010 till 2013 var Elmgren anställd som lektor vid Sunrise Studios i Wien där hon undervisade i såväl sång som scenisk framställning.
Sedan 2013 är Elmgren tillbaka i Sverige där hon arbetar med att etablera ett nytt operahus i Sverige, Smålandsoperan.

## Roller (urval)

### Opera
- Contessa – Figaros bröllop, Mozart
- Donna Elvira – Don Giovanni, Mozart
- Elettra – Idomeneo, Mozart
- Erste Dame – Trollflöjten, Mozart
- Arabella – Arabella, Strauss
- Desdemona – Otello, Verdi
- Amelia – Simon Boccanegra, Verdi
- Elena – Vespri Siciliani, Verdi
- Mimi – La Bohème, Puccini
- Marguerite – Faust, Gounod
- Micaela – Carmen, Bizet
- Frau Fluth – Die lustigen Weiber von Windsor, Nicolai
- Agathe – Der Freischütz, Weber
- Marie – Brudköpet, Smetana
- Den mänskliga rösten, Poulenc

### Operett
- Rosalinde – Läderlappen, Strauss
- Lisa – Leendets land, Lehár
- Hanna Glawari – Glada änkan, Lehár
- Mariza – Grevinnan Mariza, Kálmán
- Kurfürstin – Fågelhandlaren, Zeller

## Diskografi (urval)
- Carmen, Naxos, 2005
- Teofane, Premiereopera Italy, 2000

## Filmografi (urval
- Carmen, St. Margarethen, 2005[1]
- Moses und Aron, 2006[1]